# مطار
المطار هو مهبط جوي مجهز بمرافق متكاملة، ويُستخدم بشكل رئيسي لخدمات النقل الجوي التجاري. يتكون عادةً من منطقة هبوط تشمل مساحة مفتوحة يمكن للطائرات الوصول إليها جويًا، تضم على الأقل مدرجًا نشطًا للإقلاع والهبوط أو مهبطًا للمروحيات. كما يحتوي غالبًا على مبانٍ ملحقة مثل أبراج المراقبة، وحظائر الطائرات، وصالات الركاب، التي تُستخدم لصيانة ومراقبة الطائرات. أما المطارات الكبيرة فقد تضم ساحات انتظار للطائرات، وجسور خاصة للطائرات، ومراكز لمراقبة الحركة الجوية، بالإضافة إلى مرافق لخدمة الركاب كالمطاعم والصالات، وخدمات الطوارئ. في بعض البلدان، خاصةً في الولايات المتحدة، تتوفر في المطارات شركات تشغيل ثابتة تخدم الطيران العام.
تعتبر عمليات تشغيل المطارات معقدة للغاية، إذ تشمل نظامًا متكاملًا من خدمات دعم الطائرات، وخدمات الركاب، والتحكم في حركة الطيران. ولهذا، تعد المطارات من أكبر جهات التوظيف ومراكز رئيسية للسياحة والتنقل. ونظرًا لاستخدام المعدات الثقيلة فيها، تفرض المطارات العديد من القوانين والإجراءات الأمنية للحد من المخاطر. كما تؤثر المطارات بشكل كبير على البيئة المحلية، فهي من المصادر الكبيرة لتلوث الهواء والضوضاء ومشكلات بيئية أخرى، مما يجعلها مواقع تتأثر بشدة بآثار الطيران على البيئة. بالإضافة إلى ذلك، تعتبر المطارات بنية تحتية حساسة تواجه تحديات من الأحوال الجوية القاسية، وارتفاع منسوب مياه البحار الناتج عن تغير المناخ، والكوارث الطبيعية.

## المصطلحات
المصطلحات مهبط جوي، حقل جوي، ومدرج جوي تُستخدم أيضًا للإشارة إلى المطارات، بينما تشير مصطلحات هيليبورت (مهبط مروحيات)، وقاعدة الطائرات المائية، ومهبط الإقلاع والهبوط القصير (STOLport) إلى مطارات مخصصة حصريًا للمروحيات، والطائرات المائية، والطائرات التي تستخدم الإقلاع والهبوط القصير.
في الاستخدام العامي في بعض البيئات، غالبًا ما تُستخدم مصطلحات "مطار" و"مهبط جوي" بالتبادل. ومع ذلك، بشكل عام، قد يُلمح أو يُمنح مصطلح "مطار" مكانة معينة لمنشأة الطيران قد لا تكون متوفرة في غيرها من المهبطات الجوية. في بعض القوانين، يُعد "المطار" مصطلحًا قانونيًا خاصًا يُحجز فقط لتلك المهبطات الجوية التي تم اعتمادها أو ترخيصها كمطارات من قبل السلطة المختصة للطيران المدني، بعد استيفائها لمعايير اعتماد أو متطلبات تنظيمية محددة.
بمعنى آخر، كل المطارات هي مهبطات جوية، لكن ليست كل المهبطات الجوية تُعتبر مطارات. وفي القوانين التي لا تميز قانونيًا بين المهبط الجوي والمطار، قد يكون اختيار المصطلح المستخدم في اسم المهبط قرارًا تجاريًا. أما في الاستخدام الفني والقانوني في الولايات المتحدة، فيُستخدم مصطلح "منطقة هبوط" بدلًا من "مهبط جوي"، ويُقصد بالمطار "منطقة هبوط تُستخدم بانتظام من قبل الطائرات لاستقبال أو تفريغ الركاب أو البضائع".
ومن الجدير بالذكر هنا، أن كلمة مطار تُعَدُّ عِندَ بَعض اللغويين من الأخطاء الشائعة بدرجة قد تمكننا اعتبارها من الكلمات الشاذة. فالمطار -حسب رأيهم- مصدر ميمي (أي على وزن فَـعَـلَ يَـفْـعِـل) ويأتي على وزن مَـفْـعِـل. القياس أن يقال: المطير كالمسير لأنه من طار يطير.
في المقابل نجد الكلمة مقبولة في بعض القواميس الأخرى، مثلاً في المعجم الوجيز يُعَرَّفُ المطار بالآتي: ≪مكان مُعَدُّ بالوسائل الفنّيّة لصعود الطائرات وهبوطها≫.

## الإدارة
المطارات الصغيرة أو الأقل تطورًا، وهي تمثل الغالبية العظمى، غالبًا ما تحتوي على مدرج واحد لا يتجاوز طوله 1000 متر. أما المطارات الأكبر المخصصة لرحلات الطيران التجاري فعادة ما تمتلك مدارج معبّدة بطول 2000 متر أو أكثر. على سبيل المثال، يحتوي مطار "سكايلاين" في إنكوم، أيداهو، على مدرج لا يتجاوز طوله 122 مترًا فقط.
وحتى عام 2009، ذكرت وكالة الاستخبارات المركزية الأمريكية أن هناك حوالي 44,000 "مطار أو مهبط يمكن التعرف عليه من الجو" حول العالم، منها 15,095 في الولايات المتحدة، التي تمتلك العدد الأكبر عالميًا.

### ملكية وتشغيل المطارات
لا تزال العديد من المطارات الأمريكية تؤجّر جزءًا أو كامل منشآتها لشركات خارجية، تتولى تشغيل خدمات مثل إدارة المتاجر ومواقف السيارات. وجميع مدارج المطارات التجارية في الولايات المتحدة مصدّق عليها من قبل إدارة الطيران الفيدرالية (FAA) بموجب الباب 14 من لوائح القانون الفيدرالي، الجزء 139، الخاص بـ"اعتماد مطارات الخدمة التجارية".

### تمويل المطارات
تم إنشاء "صندوق المطارات والممرات الجوية" في عام 1970 لتمويل برامج الطيران في الولايات المتحدة. وتتضمن حسابات التمويل الرئيسية الثلاثة التابعة لإدارة الطيران الفيدرالية: برنامج تحسين المطارات، والمرافق والمعدات، والبحث والهندسة والتطوير، والتي يتم تمويلها من هذا الصندوق، إلى جانب تمويل حساب التشغيل والصيانة التابع للإدارة. وتعتمد تمويلات هذه الحسابات على الضرائب التي تُفرض على إيرادات المطارات، وتشمل ضرائب تذاكر الركاب، والوقود، والشحن الجوي، والتي تُدفع من قبل الركاب وشركات الطيران.

### إيرادات المطارات
تنقسم إيرادات المطارات إلى ثلاثة أقسام رئيسية: الإيرادات الملاحية (المرتبطة بالطيران)، والإيرادات غير الملاحية، والإيرادات غير التشغيلية. بلغت الإيرادات الملاحية 50٪ من إجمالي الإيرادات في عام 2021 (مقارنة بـ54٪ في 2019 و48٪ في 2020)، بينما شكلت الإيرادات غير الملاحية 34٪ (40٪ و39٪ في السنوات السابقة)، والإيرادات غير التشغيلية 16٪ (6٪ و14٪).

#### الإيرادات الملاحية (المرتبطة بالطيران)
تتولد الإيرادات الملاحية من إيجارات شركات الطيران، ورسوم الهبوط، وخدمات الركاب، ورسوم مواقف الطائرات، ورسوم استخدام الحظائر. تُفرض رسوم الهبوط على كل طائرة تهبط في أرض المطار، وتُحسب هذه الرسوم بناءً على وزن الطائرة عند الهبوط وحجمها، حيث تختلف من مطار لآخر، لكن معظم المطارات تعتمد أسعارًا ثابتة مع رسوم إضافية عند تجاوز وزن محدد. كما تُعد رسوم وقوف الطائرات مصدر دخل مهمًا، حيث يتوجب على الطائرات دفع رسوم عند الوقوف لفترة محددة قبل الإقلاع أو بعده. لكل مطار تسعيرته الخاصة، فعلى سبيل المثال، يتقاضى مطار جون إف كينيدي في مدينة نيويورك 45 دولارًا في الساعة لطائرة وزنها 100,000 رطل، وتزداد التكلفة مع زيادة الوزن.

#### الإيرادات غير الملاحية (غير المرتبطة بالطيران)
تُجنى الإيرادات غير الملاحية من مصادر لا تتعلق مباشرة بتشغيل الطائرات. وتشمل: عوائد تأجير الأراضي ذات الاستخدام المتوافق، وتأجير المباني غير الملاحية، ومبيعات التجزئة والامتيازات، وتشغيل شركات تأجير السيارات، ومواقف السيارات، والإعلانات داخل المطار. وتُشكّل عوائد الامتيازات (مثل الأسواق الحرة، والمكتبات، والمطاعم، ومراكز تحويل العملات) جزءًا كبيرًا من هذه الإيرادات. كما أصبحت مواقف السيارات مصدر دخل متزايد، مع ازدياد عدد مستخدميها، حيث يتقاضى مطار أوهير الدولي في شيكاغو 2 دولار في الساعة لكل سيارة.

#### تنظيم الأسعار
تُعد العديد من المطارات احتكارات محلية، ولمنعها من استغلال موقعها السوقي، تفرض الحكومات تنظيمًا للأسعار التي يمكن للمطارات فرضها على شركات الطيران، من خلال ما يُعرف بتنظيم سقف الأسعار.

### المناطق البرّية والمناطق الجوية
تنقسم المطارات إلى منطقتين: الجانب البري والجانب الجوي. الجانب البري يخضع لعدد أقل من القوانين الخاصة، ويُعتبر جزءًا من المجال العام، بينما يُقيَّد الوصول إلى الجانب الجوي بقواعد صارمة. وتشمل مرافق الجانب البري مكاتب تسجيل الوصول العامة، والمتاجر، وخدمات النقل الأرضي.

## المرافق

### أمن المطار
للمطارت أهمية خاصة ولذلك فإن تأمين المطارات من الأهمية بمكان في منع التسلل والتهريب ومنه تهريب المخدرات والذهب والماس وكذلك منع هروب الأشخاص المطلوبين للعدالة. فالمطارات هي مناطق ذات طبيعة خاصة غالباً ما تكون محاطة بسياج أو بحواجز ويكون الدخول إليها ممكناً فقط من المداخل الرسمية التي تكون مراقبة بواسطة الكاميرات أو بواسطة عناصر من أمن المطار أو الشرطة.

## عمليات المطار

### مراقبة الحركة الجوية

#### مراقبة البرج
برج المراقبة هو القلب النابض لعمليات التحكم في حركة الطيران، حيث يمنح التصاريح للطائرات بالإقلاع والهبوط وفقًا لحالة إشغال المطار. لا يقتصر دور البرج على ذلك فقط، بل يشرف أيضًا على جميع تحركات الطائرات بدءًا من محطات الوقود وحتى نقطة الإقلاع عبر الممرات الأرضية المؤدية إلى المدرج في حالة الطائرات المغادرة. أما بالنسبة للطائرات القادمة، فيتولى البرج متابعة الطائرة منذ اقترابها من المطار ومرحلة الهبوط، مرورًا بخروجها من المهبط وصولًا إلى محطة الوقوف.
في جميع الحالات، سواء كانت الطائرة قادمة أو مغادرة، يقع على عاتق برج المراقبة مسؤولية ضمان سلامة الطائرات، وتوفير كافة المعلومات اللازمة لضمان السلامة وسلاسة حركة الطيران، وذلك من خلال تطبيق النظم واللوائح الخاصة، لتحقيق الأهداف التالية:
- منع التصادم بين الطائرات على الأرض وفي الجو.
- منع التصادم بين الطائرات والعوائق الأرضية.
- منع التصادم بين الطائرات القادمة والمغادرة.
- منع التصادم بين الطائرات والمركبات الأرضية.
- المحافظة على انسيابية وتيسير حركة الطيران.
- تقديم خدمات الطوارئ اللازمة عند الحاجة.

### رصد الأحوال الجوية
تُقلع الطائرات وتهبط عكس اتجاه الرياح لتحقيق أقصى أداء ممكن. ونظرًا لأن الطيارين يحتاجون إلى معلومات فورية أثناء الهبوط، توضع عادةً كُمّات رياح (windsocks) في مرمى البصر قرب المدرج. تُصنع كمّات الرياح المستخدمة في الطيران من مواد خفيفة الوزن وقادرة على مقاومة الرياح القوية، كما تُزوّد أحيانًا بإضاءة لتكون مرئية بعد غروب الشمس أو في الأجواء الضبابية. ونظرًا لمحدودية مدى الرؤية لهذه الكمّات، غالبًا ما يتم تثبيت عدة كمّات ذات لون برتقالي فسفوري على جانبي المدرج لزيادة وضوحها.

### فِرَق الخدمات الأرضية في المطار (الخدمة الأرضية)
كل مطار يوظف فريق عمل أرضي خاص به لمعالجة الرحلات والبضائع والركاب والأمتعة. عند وصول الرحلة، تقوم خدمات المنصة بتوجيه عربة الأمتعة نحو الطائرة. ثم تُفرز الحقائب وينقلها عمال الأمتعة. تتولى خدمات المنصة أيضًا توجيه الطائرات، وهي العملية التي تصل أو تغادر فيها الطائرة من البوابة. بعد تفريغ الركاب و/أو البضائع، يقوم فريق التنظيف بتحضير الطائرة للرحلة التالية من خلال تحميل المستلزمات وتجهيز الخدمات الأخرى أثناء الرحلة. كما يتولى الفريق الأرضي تعبئة وقود الطائرة، وإجراء الفحوصات البصرية الأخرى. يتيح العمل الفعّال تحقيق أوقات دوران سريعة للطائرات تصل إلى 25 دقيقة فقط.

### إدارة الصيانة
مثلما هو الحال مع المعدات الصناعية أو إدارة المنشآت، تتطلب المطارات إدارة صيانة مخصصة نظرًا لتعقيدها. وبما أن لديها العديد من الأصول الملموسة المنتشرة على مساحة واسعة وفي بيئات مختلفة، فلا بد لهذه البنى التحتية من مراقبة هذه الأصول بفعالية وتخزين قطع الغيار للحفاظ عليها بمستوى خدمة مثالي.
لإدارة أصول المطارات هذه، تتنافس عدة حلول في السوق، حيث يهيمن نظام إدارة الصيانة المحوسب (CMMS)، الذي يتيح بشكل رئيسي مراقبة نشاط الصيانة في الشركة، وتخطيطه، وتوثيقه، وتنظيمه.

### إدارة السلامة
تُعتبر السلامة الجوية من أهم الجوانب التي تحظى باهتمام كبير في تشغيل المطارات، حيث يضم المطار جميع المعدات والإجراءات اللازمة للتعامل مع حالات الطوارئ. يتم تجهيز فرق خاصة للتعامل مع الحوادث، وإنقاذ الركاب، ومواجهة المخاطر الناتجة عن وقود الطائرات القابل للاشتعال. كما تُدرّب هذه الفرق على التعامل مع حالات التهديدات مثل وجود قنابل، عمليات الاختطاف، والنشاطات الإرهابية.
تتضمن المخاطر التي تهدد الطائرات وجود حطام على المدرج، تجمع الطيور، وانخفاض مستويات الاحتكاك نتيجة الظروف البيئية مثل الثلج، الجليد، أو الأمطار. ومن مهام صيانة المدرج إزالة المطاط المتراكم عليه للحفاظ على مستوى مناسب من الاحتكاك. كما يجب الحفاظ على نظافة الحقول المحيطة بالمطار باستخدام معدات خاصة لمنع تراكم المواد الفضفاضة التي قد تتحول إلى قذائف تدخل محركات الطائرات وتتسبب في أضرار. في ظروف الطقس السيئة، تُستخدم معدات لإزالة الجليد والثلوج لتحسين الجر على المدرج، بينما تُرش الطائرات بمواد خاصة لإذابة الثلج عن الأجنحة أثناء انتظارها.
يقع العديد من المطارات بالقرب من حقول مفتوحة أو مستنقعات، التي تجذب أسراب الطيور، مما يشكل خطرًا على الطائرات بسبب احتمالية اصطدامها بها. لذلك، تعمل فرق المطار على تثبيط الطيور ومنعها من البقاء في المنطقة.
كما تقع بعض المطارات بجوار حدائق، ملاعب غولف، أو مناطق ذات كثافة سكانية منخفضة، في حين توجد مطارات أخرى قريبة من مناطق حضرية أو ضواحي ذات كثافة سكانية عالية.
تُعتبر مناطق المطار أماكن عرضة لحدوث تصادمات بين الطائرات أو المركبات على الأرض. وللحد من ذلك، تُحتفظ بسجلات لأي تحركات غير ملائمة للطائرات أو المركبات، مما يساعد في تحديد "النقاط الساخنة" التي تتطلب اهتمامًا خاصًا من سلطات النقل مثل إدارة الطيران الفيدرالية في الولايات المتحدة، وإدارة المطار.
في ثمانينيات القرن الماضي، ظهرت ظاهرة تُعرف باسم "الميكروبُرست" (microburst) كخطر متزايد بعد وقوع عدة حوادث جوية ناجمة عنها، منها حادث رحلة دلتا إيرلاينز 191. تم تطوير أنظمة رادارية لمساعدة الطيارين في الكشف المبكر عن هذه الظاهرة أثناء الهبوط، مما يوفر تحذيرًا من 2 إلى 5 دقائق للطائرات في محيط المطار.
تم تجهيز بعض المطارات بأسطح خاصة تعرف باسم الخرسانة الناعمة (stopway أو blastpad) في نهاية المدارج، تعمل مثل مادة الستايروفوم، مما يساعد الطائرة على التوقف بسرعة أكبر وبأمان عند انتهاء المدرج. تُعتبر هذه الأسطح مفيدة بشكل خاص عندما يكون المدرج قريبًا من مسطحات مائية أو مخاطر أخرى، حيث تمنع الطائرات من تجاوز حدود الحقل.

## الاعتبارات البيئية والاستدامة
يُعد ضجيج الطائرات من الأسباب الرئيسية للإزعاج السمعي للسكان القاطنين بالقرب من المطارات. فقد يؤثر هذا الضجيج على النوم، خاصةً إذا كانت الرحلات الجوية تتم خلال الليل أو في ساعات الصباح الباكر. ولا يقتصر ضجيج الطائرات على عمليات الإقلاع والهبوط، بل يشمل أيضًا الأنشطة الأرضية مثل الصيانة واختبار الطائرات. ويمكن أن يكون لهذا الضجيج آثار صحية أخرى كذلك. ومن مصادر الضوضاء والمشكلات البيئية الإضافية حركة مرور المركبات على الطرق المؤدية إلى المطار، والتي تُسبب التلوث والضجيج.
غالبًا ما يواجه إنشاء مطارات جديدة أو إضافة مدارج إلى مطارات قائمة معارضة من السكان المحليين، بسبب تأثير ذلك على الريف، والمواقع التاريخية، والنباتات والحيوانات المحلية. ونظرًا لمخاطر الاصطدام بين الطيور والطائرات، تنفذ المطارات الكبرى برامج للسيطرة على أعداد الطيور، تشمل إخافتها أو إطلاق النار عليها.
يُعرف عن إنشاء المطارات أنه قد يؤدي إلى تغيّرات في الأنماط المناخية المحلية. فعلى سبيل المثال، نظرًا لأنها تُقام غالبًا على مساحات كبيرة مستوية، فإنها تصبح عرضة لتكوّن الضباب حتى في المناطق التي نادرًا ما يتشكل فيها. وبالإضافة إلى ذلك، فإن استبدال الأشجار والأعشاب بالأسطح المعبدة يؤدي إلى تغيّر أنماط تصريف المياه في المناطق الزراعية، مما يتسبب بزيادة في الفيضانات، وجريان المياه السطحية، وتآكل التربة في الأراضي المحيطة.
كثيرًا ما تُبنى المطارات على أراضٍ ساحلية منخفضة، ويوجد حاليًا 269 مطارًا حول العالم معرضة لخطر الفيضانات الساحلية. وتشير التقديرات إلى أن ارتفاعًا في درجة الحرارة بمقدار درجتين مئويتين — وهو ما يتماشى مع اتفاق باريس للمناخ — سيؤدي إلى انخفاض 100 مطار عن مستوى سطح البحر، وعرّض 364 مطارًا لخطر الفيضانات. وإذا تجاوز الارتفاع العالمي في درجات الحرارة هذا الحد، فقد يصل عدد المطارات المعرضة للخطر بحلول عام 2100 إلى نحو 572 مطارًا، مما سيؤدي إلى اضطرابات كبيرة ما لم تُتخذ تدابير تكيّف مناسبة.
أشار تقرير صدر عام 2019 عن برامج البحوث التعاونية التابعة لمجلس أبحاث النقل في الولايات المتحدة إلى أن جميع المطارات لها دور تؤديه في تعزيز مبادرات خفض انبعاثات غازات الدفيئة (GHG). فقد أظهرت المطارات الصغيرة ريادة في هذا المجال من خلال استغلال هياكلها التنظيمية الأقل تعقيدًا لتطبيق تقنيات جديدة واستخدامها كأرضية اختبار لمدى جدواها. أما المطارات الكبيرة، فتمتلك الاستقرار الاقتصادي والموارد البشرية التي تمكّنها من تطوير خبرات داخلية وتمويل برامج جديدة شاملة.
يتزايد عدد المطارات التي تقوم بتركيب مصفوفات شمسية كهروضوئية لتعويض استهلاكها من الكهرباء. وقد أثبتت مختبرات الطاقة المتجددة الوطنية في الولايات المتحدة أن ذلك يمكن تنفيذه بأمان. ويمكن أيضًا تركيب الألواح الشمسية على أسطح مباني المطارات، وقد تبين أن أداء هذه الألواح يكون أكثر فاعلية مقارنةً بتلك المستخدمة في المنازل.
يُعد مطار كوتشي في الهند أول مطار في العالم يعمل بالكامل بالطاقة الشمسية.
وفي إطار جهودها نحو الاستدامة، بدأت العديد من المطارات في دراسة تأثير دخول عدد متزايد من الطائرات الكهربائية إلى الخدمة. إذ تتطلب هذه الطائرات كميات كبيرة من الطاقة؛ فعلى سبيل المثال، تشغيل 49 طائرة كهربائية صغيرة تتسع لخمسة ركاب على رحلات قصيرة يتطلب ما لا يقل عن 16 غيغاواط/ساعة سنويًا، ومع فترات توقف قصيرة بين الرحلات، يجب أن تكون قدرات الشحن عالية. ولمواجهة هذه التحديات، تتجه المزيد من المطارات إلى مصادر طاقة بديلة مثل الطاقة الشمسية وطاقة الرياح، وكذلك إلى استخدام أراضي المطار لإنتاج الكتلة الحيوية. كما يجري أيضًا دراسة حلول أخرى مثل تخزين الطاقة خلال الليل لاستخدامها في شحن الطائرات خلال النهار.

## النظافة في المطارات والمسائل المتعلقة بالصحة العامة
تُعتبر المطارات، كونها مراكز سفر دولية رئيسية، نقاطًا محتملة لنقل الأمراض المعدية بشكل كبير. أظهرت دراسة بارزة أُجريت خلال ذروة موسم الإنفلونزا 2015-2016 في مطار هلسنكي-فانتا في فنلندا أن الأسطح التي يُلمسها الركاب بشكل متكرر في المطارات، لا سيما صواني الفحص الأمنية البلاستيكية، معرضة بشدة لتلوثها بالفيروسات التنفسية. يتم لمس هذه الصواني من قبل مئات الركاب يوميًا، وبما أنها مصنوعة من البلاستيك، وهو مادة غير مسامية، فهي توفر بيئة تسمح للفيروسات بالبقاء لفترات طويلة. وبالمقابل، كانت أسطح الحمامات في نفس المطار خالية من الفيروسات التنفسية في الفحوص، مما قد يشير إلى وعي أعلى بالنظافة في تلك الأماكن.
تلعب نظافة اليدين دورًا محوريًا في منع انتشار الأمراض المعدية في المطارات. تشير الأبحاث إلى أن حوالي 70% فقط من الأشخاص يغسلون أيديهم بعد استخدام المرحاض، ومن بينهم 50% فقط يفعلون ذلك بشكل صحيح. أما في بيئات المطارات، فلا يحافظ على نظافة اليد سوى واحد من كل خمسة أشخاص—وذلك يعني غسل اليدين بالصابون لمدة لا تقل عن 15 ثانية خلال الساعة السابقة. ونظرًا لتكرار لمس الأسطح المشتركة في المطارات، مثل الصواني، والدرابزينات، ولوحات اللمس، يشكل هذا خطرًا كبيرًا على انتقال الأمراض. استخدمت دراسة من جامعة قبرص ومعهد ماساتشوستس للتكنولوجيا نماذج ومحاكاة أظهرت أن رفع نسبة نظافة اليدين من 20% إلى 30% في جميع المطارات يمكن أن يقلل التأثير العالمي المحتمل للمرض بنسبة 24%. وإذا ارتفعت مستويات النظافة إلى 60%، فقد ينخفض هذا التأثير بنسبة 69%. أما عند التركيز على أفضل 10 مطارات تأثيرًا في انتشار المرض، فإن تحسين ممارسات نظافة اليد يمكن أن يخفض معدلات انتقال المرض بشكل ملحوظ من 45% إلى 37%. تؤكد هذه النتائج على أهمية تعزيز غسل اليدين في المطارات كإجراء أساسي لمنع الانتشار العالمي للأمراض.

## التاريخ والتطور
كانت أولى مواقع إقلاع وهبوط الطائرات عبارة عن حقول عشبية.
افتُتح مطار نانيوان في بكين، الصين، عام 1910، بعد أن شُيّد لاستيعاب الطائرات في عام 1904 والمناطيد في عام 1907. واستمر في العمل حتى سبتمبر 2019. أما مطار بيرسون فيلد في فانكوفر، ولاية واشنطن، الولايات المتحدة، فقد بُني لاستيعاب الطائرات في عام 1905 والمناطيد في عام 1911، ولا يزال قيد التشغيل حتى فبراير 2024.
افتُتح مطار هامبورغ في يناير 1911، مما يجعله أقدم مطار تجاري في العالم لا يزال يعمل حتى اليوم. وافتُتح مطار بريمن في عام 1913 ولا يزال قيد الاستخدام، رغم أنه كان حقلًا عسكريًا أمريكيًا بين عامي 1945 و1949. أما مطار سخيبول في أمستردام، فقد افتُتح في 16 سبتمبر 1916 كمطار عسكري، لكنه بدأ في استقبال الطائرات المدنية فقط اعتبارًا من 17 ديسمبر 1920، مما يُتيح لمطار سيدني—الذي بدأ عملياته في يناير 1920—أن يدّعي كونه أحد أقدم المطارات التجارية التي تعمل بشكل متواصل في العالم.
بعد الحرب، أُضيفت مرافق مدنية إلى بعض هذه المطارات العسكرية لتقديم خدمات نقل الركاب. وكان من أوائل هذه المطارات مطار باريس – لو بورجيه، الواقع في منطقة لو بورجيه قرب باريس. وكان أول مطار يُسيّر خدمات تجارية دولية مجدولة هو مطار هونزلو هيث في أغسطس 1919، لكنه أُغلق في مارس 1920 وحلّ مكانه مطار كرويدون.
أدى الاستخدام الخبيث للطائرات بدون طيار إلى نشر تقنيات مضادة للطائرات غير المأهولة مثل نظام "آرونيا آرتوس"، والتي تم تركيبها في مطارات دولية كبرى.

## مقالات ذات صلة
- موقف الطائرات
- صالون مطار

## وصلات خارجية
- المطار من الموسوعة العربية العالمية